# Magurka (Mała Fatra)
Magurka (1007 m) – szczyt w tzw. Krywańskiej części Małej Fatry na Słowacji. Znajduje się w bocznym grzbiecie, który odgałęzia się z przełęczy Medziholie i poprzez sedlo Osnice, Osnicę, Strungový príslop, Konopovą, Magurę i Magurkę opada w południowo-wschodnim kierunku do doliny rzeki Orawa. Magurka wznosi się tuż ponad doliną Zazrivki (dopływ Orawy) i jest dobrze widoczna z szosy Párnica – Terchová. Północno-zachodnie stoki Magurki opadają do dolinki Malá Lučivná, w której znajduje się niewielka, należąca do miejscowości Párnica osada o tej samej nazwie oraz ośrodek narciarski (też Malá Lučivná). Na stokach tych wycięto las pod narciarską trasę zjazdową. Wyciągi narciarskie i trasy zjazdowe znajdują się również na zachodnich (po drugiej stronie grzbietu) stokach Magurki. Bezleśna jest również dolna część południowo-wschodnich stoków. Są to łąki miejscowości Parnica (tzw. Łazy).
Południowo-zachodnimi stokami Magurki prowadzi szlak turystyczny, omija jednak jej wierzchołek po zachodniej stronie.

## Szlak turystyczny
Párnica – Magurka – Strungový príslop – Osnica – sedlo Osnice – Medziholie. Czas przejścia 6 h, ↓ 4:15 h